# Cocaïne Cowboys

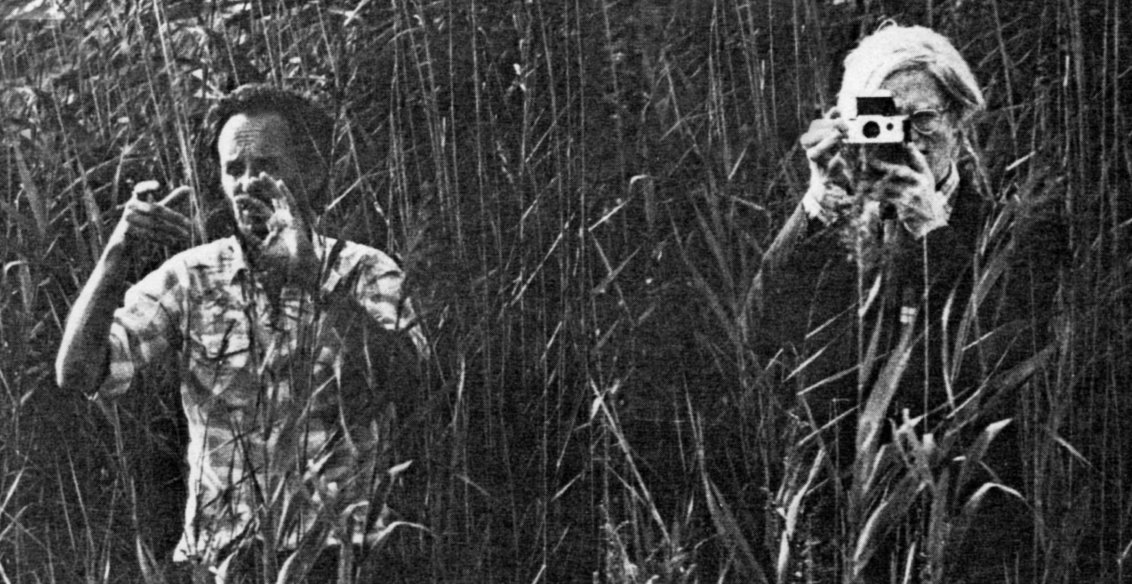
Andy Warhol (à droite) et Ulli Lommel sur le tournage de Cocaïne Cowboys

Cocaïne Cowboys (Cocaine Cowboys) est un film américain réalisé par Ulli Lommel, sorti en 1979.

## Fiche technique
- Réalisation : Ulli Lommel
- Scénario : Victor Bockris, Spencer Compton, Ulli Lommel et Tom Sullivan
- Photographie : Jochen Breitenstein
- Musique : Elliot Goldenthal
- Montage : Paul Evans
- Production : Christopher Francis Giercke et Andy Warhol
- Pays d'origine : États-Unis
- Format :
- Genre : drame, policier
- Durée : 87 min
- Dates de sortie :

## Distribution
- Jack Palance : Raphael dit « Raf »
- Tom Sullivan : Dustin
- Andy Warhol : lui-même
- Suzanna Love : Lucy
- Pete Huckabee : Dean
- Richard Young : Terry
- Tony Munafo : Phil
- Richard Bassett : Herman
- Tzi Ma : Jimmy Lee